# Senat von Dohnanyi IV
Der Senat von Dohnanyi IV bildete vom 2. September 1987 bis zum 8. Juni 1988 die Hamburger Landesregierung.

## Senat
| Amt                                                     | Name                              | Partei | Partei |
| ------------------------------------------------------- | --------------------------------- | ------ | ------ |
| Erster Bürgermeister                                    | Klaus von Dohnanyi                |        | SPD    |
| Zweiter Bürgermeister                                   | Ingo von Münch                    |        | FDP    |
| Behörde für Wissenschaft und Forschung Kulturbehörde    | Ingo von Münch                    |        | FDP    |
| Finanzbehörde                                           | Elisabeth Kiausch                 |        | SPD    |
| Justizbehörde                                           | Wolfgang Curilla                  |        | SPD    |
| Bevollmächtigter beim Bund                              | Alfons Pawelczyk bis 31. Mai 1988 |        | SPD    |
| Behörde für Schule und Berufsbildung und Amt für Jugend | Rosemarie Raab                    |        | SPD    |
| Behörde für Arbeit und Soziales                         | Jan Ehlers                        |        | SPD    |
| Gesundheitsbehörde                                      | Christine Maring                  |        | SPD    |
| Baubehörde                                              | Eugen Wagner                      |        | SPD    |
| Behörde für Inneres                                     | Volker Lange                      |        | SPD    |
| Umweltbehörde                                           | Jörg Kuhbier                      |        | SPD    |
| Behörde für Wirtschaft, Verkehr und Landwirtschaft      | Wilhelm Rahlfs                    |        | FDP    |